# Chiroteuthis veranii
Chiroteuthis veranii is een inktvissensoort uit de familie van de Chiroteuthidae. De wetenschappelijke naam van de soort werd voor het eerst geldig gepubliceerd in 1835 door Férussac als Loligopsis veranii.